# Ramzia Diab
Ramzia Diab (* Janjanbureh) ist eine gambische Politikerin und Diplomatin.

## Leben
Diabs Großeltern stammten aus dem Libanon und ließen sich in Janjanbureh (damals Georgetown) nieder. Ramzia Diab wurde dort geboren und zog später mit ihrer Familie nach Serekunda um, wo sie die Grundschule besuchte.
Ramzia Diab war als Stewardess bei Fluggesellschaften angestellt, unter anderem bei Gambia Air Shuttle, Gambia International Airlines und Gambcrest. 1992 überlebte sie als Stewardess mit schweren Verletzungen einen Flugunfall im Senegal, bei dem die Hälfte der Passagiere ums Leben kam.
In der Regierungszeit von Präsident Yahya Jammeh arbeitete sie für dessen Fluggesellschaft Gambia New Millennium Air, der Waffen- und Diamantenschmuggel vorgeworfen wurde.
Nach den Parlamentswahlen in Gambia Anfang Januar 2002 wurde Diab von Präsident Yahya Jammeh Ende Januar als ernanntes Mitglied des gambischen Parlaments, der National Assembly, berufen. 2004, vor Ende der Legislaturperiode 2007, zog Jammeh die Ernennung zum Parlamentsmitglied zurück und Diab schied aus dem Parlament aus. Nach eigenen Angaben habe sie sich von Jammeh infolge dessen rigider autokratischer Regierungsführung entfremdet und habe selbst zurücktreten wollen. Jammeh habe von diesen Plänen erfahren und sei dem zuvor gekommen.
In der Folge wurde Diab mehrmals in Haft genommen, unter anderem wegen des Vorwurfs, einen Staatsstreich zu planen. Dabei wurde sie ihren Angaben zufolge zwei Mal gefoltert.
Sie stand der Coalition 2016 und United Democratic Party (UDP) nahe. Sie war auch eine aktive Unterstützerin für die Kandidatur von Isatou Touray um das Präsidentenamt. Nach Bedrohungen um ihr Leben, aus dem Umfeld von Jammehs, ging sie 2016 in senegalesische Exil.
Am 16. Mai 2017 wurde Diab von Präsident Adama Barrow als Botschafterin in Malaysia bestimmt. Diese Ernennung, die auf zwei Jahre vertraglich befristet war, beinhaltete auch die Akkreditierung als Botschafterin zu den anderen Staaten in der ASEAN-Region (Brunei, Kambodscha, Indonesien, Laos, Malaysia, Myanmar, Philippinen, Singapur, Thailand und Vietnam). Später wurde sie wieder abberufen. Nach ihren Angaben sollte die Botschaft wegen Geldmangels geschlossen werden.